# Épagneul breton
Épagneul breton – rasa psów należąca do grupy wyżłów w sekcji wyżłów kontynentalnych. Zaklasyfikowana jest do podsekcji psów w typie spaniela. Typ wyżłowaty. Podlega próbom pracy.

## Historia rasy i jej użytkowość
Épagneul breton wywodzi się z Francji. Rasę wyhodowano w XVIII wieku, na terenie zachodniej Bretanii. Do odrodzenia hodowli spaniela bretońskiego walnie przyczynił się Arthur Enaud, twórca planowego programu hodowlanego, który na początku XX wieku pozwolił odbudować podupadającą wówczas rasę. Na wystawie psów rasowych spaniel bretoński pojawił się po raz pierwszy w 1896 roku, do Stanów Zjednoczonych rasę sprowadzono w latach 30. XX wieku. Épagneul breton jest psem należącym do legawców, wykorzystującym w polowaniu na drobną zwierzynę leśną i ptactwo "górny wiatr". Wykazuje dużą wszechstronność: nadaje się zarówno do wystawiania i płoszenia zwierzyny, jak i jej aportowania. W trakcie polowania zdradza tendencję do pracy w pobliżu swojego właściciela. W Polsce spaniele bretońskie są rzadko spotykane, podczas gdy we Francji to jedna z najpopularniejszych ras myśliwskich. Liczne hodowle tej rasy występują także w Anglii oraz w Stanach Zjednoczonych. Od 1982 roku rasa oficjalnie występuje tam pod nazwą brittany.

## Zachowanie i charakter
Pies energiczny, przyjacielski, lubiący towarzystwo ludzi (w tym dzieci) i innych zwierząt. Aktywny pies myśliwski, aportujący, pracujący i chętny do zabaw. Ze względu na łagodne usposobienie i łatwość w prowadzeniu odpowiedni również dla początkujących myśliwych. Potrzebuje dużo ruchu. Jako podopieczny osoby niebędącej myśliwym sprawdza się zwłaszcza jako towarzysz do uprawiania joggingu. W przypadku zaniedbania jego potrzeb ruchowych może wykazywać zachowania niszczycielskie. 

## Wygląd
Rasa dobrze umięśniona, wyróżniająca się elegancką sylwetką i długimi łapami. Sierść średniej długości, gęsta, z frędzlami na uszach, piersi, podbrzuszu i wyższych partiach łap. Umaszczenie białe w łaty: w Stanach Zjednoczonych wyłącznie pomarańczowe lub wątrobiane, w Europie dopuszcza się także czarne oraz odmianę trójkolorową. Mogą występować drobne cętki, preferuje się jednak wyraźne łaty. W porównaniu do innych spanieli épagneul breton ma mniejsze i wyżej osadzone uszy, lżejszą głowę, krótszy ogon i bardziej napiętą skórę.

## Zdrowie i pielęgnacja
Spaniel bretoński ma tendencję do zapadania na infekcje uszu. Inne typowe dla przedstawicieli tej rasy schorzenia to zaćma, postępujący zanik siatkówki i hemofilia. Psa należy regularnie szczotkować i dokładnie sprawdzać stan uszu.